# Nicòmac (pare d'Aristòtil)
Nicòmac (en llatí Nicomachus, en grec Νικόμαχος Nikómakhos) fou el pare d'Aristòtil. Formava part de la família dels Asclepíades ja que era descendent de Macàon, el fill d'Asclepi.
De la seva dona Festis o Fèsties,, també descendent d'Asclepi, va tenir dos fills, Aristòtil i un altre anomenat Arimnest, i una noia de nom Arimnesta. Va néixer a Estagira i fou el metge i amic d'Amintes III de Macedònia (393 aC-369 aC). Segurament va ser l'autor d'alguna obra que Suides atribueix al seu antecessor Nicòmac.